# Wolfgang Nowak (Jurist)

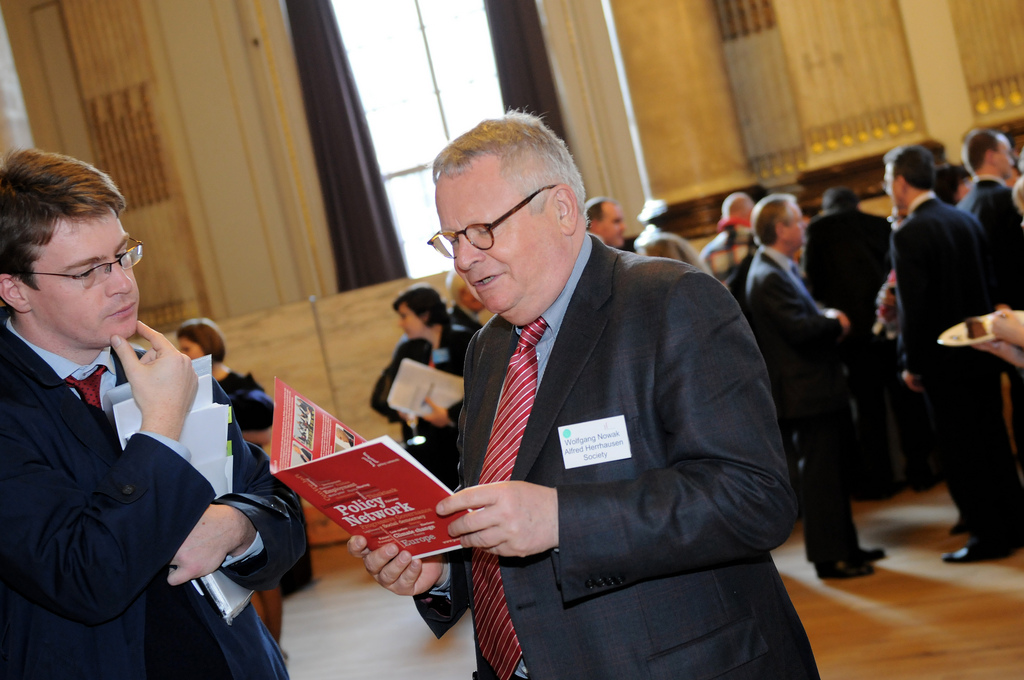
Patrick Diamond und Wolfgang Nowak

Wolfgang Nowak (* 27. März 1943 in Berlin, aufgewachsen in Düsseldorf) ist ein deutscher Jurist und ehemaliger SPD-Politiker; er trat 2005 aus der Partei aus.

## Leben
Nach Anfängen als Mitarbeiter im Stab des damaligen Wissenschafts- und späteren Schulministers Hans Schwier in Nordrhein-Westfalen war er 1990 bis Ende 1994 Staatssekretär im Sächsischen Staatsministerium für Kultus. Nach der Wiedervereinigung (3. Oktober 1990) war Sachsen wieder Bundesland; die Regierung Biedenkopf unter Ministerpräsident Kurt Biedenkopf schuf dort eine Verwaltungsstruktur nach westdeutschem Muster; Nowak baute ein neues Schulsystem, eine Schulverwaltung sowie ein neues Kultusministerium auf. 1998 errichtete er im Auftrag der Landesregierung von Brandenburg das Erich Pommer Institut für Medienrecht, Medienwirtschaft und Medienforschung an der Filmuniversität Babelsberg Konrad Wolf, dessen Leiter er bis zu seiner Ernennung als Staatssekretär 1999 durch die sächsische Landesregierung war. Die sächsische Landesregierung lieh Nowak dann an das Bundeskanzleramt aus, wo er als Ministerialdirektor Leiter der neu eingerichteten Abteilung für politische Analysen und Grundsatzfragen wurde. Dort arbeitete er für Gerhard Schröder (SPD), seit der Bundestagswahl 1998 Bundeskanzler. Im Oktober 2002 wurde Nowaks Ablösung bekannt, im November 2002 wurde er abgelöst.
Von Anfang 2003 bis 2012 war er Geschäftsführer der Alfred Herrhausen Gesellschaft, dem internationalen Forum der Deutschen Bank. Heute ist er Nonresident Senior Fellow des US-Think Tanks Brookings Institution, Fellow der NRW School of Governance sowie Mitglied im russischen Valdai-Club und im Beirat des Berliner Büros des American Jewish Committee.
Von 2012 an reiste er nach eigenen Angaben mehrmals in inoffizieller Mission nach Nordkorea und führte dort angeblich Gespräche mit der Staatsspitze. Über Reisetermine, Auftraggeber, Ergebnisse und Finanzierung ist öffentlich nur das bekannt, was Nowak selbst berichtete.

## Sonstiges
Die Berufsbezeichnung „Jurist“ verweist auf ein Jurastudium; ein juristisches Referendariat ist jedoch ebenso wenig belegt wie ein Studienort oder eine Studienabschlussprüfung.
Nowak kam mit Hans Schwier 1980 in das Forschungsministerium NRW und später 1983 in das Schulministerium. Über Tätigkeiten vor 1980 ist öffentlich nichts bekannt.
Seine Tätigkeiten im politischen Raum (in Düsseldorf als Referent des Ministers, in Dresden als Staatssekretär, im Kanzleramt als Mitarbeiter in der Planungsabteilung) war stets die eines Beschäftigten, nicht die eines selbständigen Politikers im eigentlichen Sinne.
Im Kabinett Biedenkopf I kamen zwei Minister (Wirtschaftsminister Kajo Schommer und Finanzminister Georg Milbradt) und fünf Staatssekretäre aus den westlichen Bundesländern. Sie wohnten nach ihrer Ernennung zunächst in Hotelzimmern; in Dresden herrschte Wohnraummangel. Ministerpräsident Kurt Biedenkopf bot ihnen im Oktober 1990 an, Zimmer seiner Dienstvilla (ein ehemaliges Gästehaus der Stasi in der Schevenstraße in Dresden) zu beziehen. Der Spiegel nannte dies „Deutschlands erste und einzige Wohnkommune für regierende Politiker“. Nowak war das einzige SPD-Mitglied in dieser Wohngemeinschaft.